# 天主教埃斯克爾自治監督區
天主教埃斯克爾自治監督區（拉丁語：Praelatura Territorialis Esquelensis）是阿根廷一個羅馬天主教自治監督區，屬布蘭卡港總教區。
監督區成立於1949年3月14日，位於丘布特省西北部。2009年有教友56,440人（佔轄區總人口82.3%）、八個堂區、十四名司鐸。現任監督為若瑟·斯拉比。